# Suore francescane dell'Immacolata Concezione (Graz)
Le Suore Francescane dell'Immacolata Concezione (in tedesco Franziskanerinnen von der Unbefleckten Empfängnis) sono un istituto religioso femminile di diritto pontificio: le suore di questa congregazione pospongono al loro nome la sigla F.I.C.

## Storia
Le origini dell'istituto risalgono alla scuola aperta nel 1820 a Graz da Anna Engel e gestita da una comunità di insegnanti iscritte al terz'ordine francescano: dopo la morte della Engel, la direzione del gruppo fu assunta da Amelia Lampel, alla quale succedette sua sorella Antonia Lampel, che diede un orientamento più religioso alla comunità di insegnanti.
Nel 1841 la Lampel divenne direttrice della scuola e chiese al vescovo di Seckau, Roman Sebastian Zängerle, l'approvazione canonica della società; la fondazione, incoraggiata anche da papa Gregorio XVI (breve del 15 luglio 1842), ebbe luogo il 29 settembre 1843.
La congregazione si diffuse molto rapidamente: il suo sviluppo non fu interrotto neanche dalla separazione di alcune case che diedero origine a istituti autonomi (dalla casa di Vöcklabruck, fondata nel 1850, sorsero le Povere Suore Scolastiche di San Francesco Serafico, indipendenti dal 1861; dalla casa di Maribor, fondata nel 1864, sorsero le Suore Scolastiche Francescane di Cristo Re, indipendenti dal 1869; dalla casa di Slatiňany, fondata nel 1859, sorsero le Suore Francescane Insegnanti, indipendenti dal 1888).
Le suore raggiunsero il Brasile nel 1922, la Cina nel 1936 e il Sudafrica nel 1939. In patria ebbero molto a soffrire a causa dell'Anschluss: i nazisti dispersero le religiose e sequestrarono le loro scuole: numerose suore si impiegarono allora come infermiere negli ospedali o nel lavoro nelle parrocchie.
La congregazione, aggregata all'Ordine dei Frati Minori dal 10 agosto 1904, ricevette il pontificio decreto di lode nel 1930 e le sue costituzioni furono approvate definitivamente il 3 agosto 1937.

## Attività e diffusione
Le suore si dedicano essenzialmente all'istruzione e all'educazione della gioventù.
Sono presenti in Austria, in Brasile, in Francia, in Montenegro, in Slovenia, in Sudafrica; la sede generalizia è a Graz.
Alla fine del 2008 la congregazione contava 381 religiose in 65 case.